# زافير توماس
زافير توماس (4 يناير 1986 بنانتوا في فرنسا - ) (بالفرنسية: Xavier Tomas)‏ هو لاعب كرة قدم فرنسي في مركز الدفاع. شارك مع منتخب فرنسا تحت 17 سنة لكرة القدم. أما مع النوادي، فقد لعب مع أوليمبياكوس فولو وليفادياكوس ونادي أولمبياكوس ونادي تور ونادي روديز ونادي غويونيون ومكابي بتاح تكفا.

## وصلات خارجية
- زافير توماس على موقع قاعدة بيانات كرة القدم.إي يو (الإنجليزية)
- زافير توماس على موقع ليكيب (الفرنسية)
- زافير توماس على موقع Soccerway.com (الإنجليزية)
- زافير توماس على موقع عالم كرة القدم.نت (الإنجليزية)
- زافير توماس على موقع GSA (الإنجليزية)